# Victoria Baptiste
Victoria Baptiste (estat de Maryland) és una infermera estatunidenca. És coneguda pel seu activisme entre la comunitat afroamericana, fent difusió de campanyes de medicina preventiva, com ara vacunes o revisions mèdiques periòdiques. Durant la pandèmia de Covid-19 va ser infermera a domicili, administrant el vaccí a la població de Baltimore.
Baptiste és besneta d'Henrietta Lacks, una dona que va morir de càncer cervical el 1951. Els doctors van extreure cèl·lules cancerígenes de Lacks —sense informar-ho ni a ella ni a la família— per fer recerca científica. Les Cèl·lules HeLa, cultivades en laboratori, segueixen sent emprades en investigació. En memòria de Lacks, l'Organització Mundial de la Salut va nomenar Victoria Baptiste, i tres familiars més, ambaixadors de bona voluntat per l'eliminació del càncer de coll uterí.
L'any 2022 va ser inclosa en la llista 100 Women de l'emissora britànica BBC, que destaca les cent dones més inspiradores i influents del món en aquell any.